# NGC 2708
NGC 2708 est une galaxie spirale située dans la constellation de l'Hydre. NGC 2708 a été découverte par l'astronome germano-britannique William Herschel en 1785. NGC 2708 galaxie a aussi été observée par l'astronome britannique John Herschel le 12 mars 1826 et elle a été ajoutée plus tard au catalogue NGC sous la désignation NGC 2727.

## Caractéristiques
La classe de luminosité de NGC 2708 est II et elle présente une large raie HI. De plus, elle renferme des régions d'hydrogène ionisé.

### Distance
Sa vitesse par rapport au fond diffus cosmologique est de 2 315 ± 22 km/s, ce qui correspond à une distance de Hubble de 34,2 ± 2,4 Mpc (∼112 millions d'al).
À ce jour, une dizaine de mesures non basées sur le décalage vers le rouge (redshift) donnent une distance de 37,700 ± 5,896 Mpc (∼123 millions d'al), ce qui est à l'intérieur des valeurs de la distance de Hubble.

### Classification
La classification de NGC 2708 est incertaine. La base de données NASA/IPAC ainsi que la base de données HyperLeda classent NGC 2708 comme une spirale intermédiaire. Les autres sources consultées classent cette galaxie comme une spirale ordinaire. L'image de NGC 2708 ne montre pas la présence d'un début de barre et il s'agit sans doute d'une galaxie spirale ordinaire.

## Groupe de NGC 2708
NGC 2708 est la plus grosse galaxie d'un petit groupe d'au moins 4 galaxies qui porte son nom. Les trois autres galaxies du groupe de NGC 2708 sont NGC 2695, NGC 2699 et NGC 2706.